# Pokrajina Pesaro in Urbino
Pokrajina Pesaro e Urbino (v italijanskem izvirniku Provincia di Pesaro e Urbino, izg. Provinča di Pèzaro e Urbino) je ena od petih pokrajin, ki sestavljajo italijansko deželo Marke. Meji na severu z deželo Emilija - Romanja in z republiko San Marino, na vzhodu s pokrajino Ancona, na jugu z deželo Umbrija in na zahodu z deželo Toskana.

## Večje občine
Glavni mesti sta Pesaro in Urbino, ostale večje občine so (podatki 31.12.2005):
| Občina   | Prebivalcev |
| -------- | ----------- |
| Pesaro   | 91.086      |
| Fano     | 57.529      |
| Urbino   | 15.270      |
| Mondolfo | 11.090      |
| Cagli    | 9.076       |

## Naravne zanimivosti
Najdaljša reka v pokrajini in v deželi Marke je Metauro (121 km), ki se tako imenuje po svojih dveh izvirih, Meta in Auro. Njen glavni pritok je Candigliano in je znan predvsem po slikoviti soteski Gola del Furlo, ki je naravoslovno zaščiteno področje. Skozi sotesko je potekala že rimska cesta Flaminia, za kar je bil leta 76 skopan predor skozi živo skalo, imenovan forulum (luknjica), po katerem se soteska še danes imenuje. V zadnjih letih je bila dograjena avtocesta, ki poteka skozi več kot tri km dolg predor, in luknjica je samo še turistična zanimivost.
Seznam zaščitenih področij v pokrajini:
- Regijski park Sasso Simone e Simoncello (Parco naturale regionale del Sasso Simone e Simoncello)
- Regijski park Monte San Bartolo (Parco naturale regionale del Monte San Bartolo)
- Naravni rezervat Gola del Furlo (Riserva naturale statale Gola del Furlo)

## Zgodovinske zanimivosti
Pokrajina je pravi primer zgodovinskega sožitja med različnimi geografskimi enotami. Pesaro je bil že v času bizantinske oblasti večje pristanišče (bizantinska pentapolis), Urbino pa manjše središče v zaledju. V srednjem veku sta bili obe mesti samostojni komuni, a od dvanajstega stoletja dalje sta prehajali izmenično zdaj pod cesarstvo zdaj pod Papeško državo. Čeprav sta se razvijali neodvisno eno od drugega, ju je vedno enačila podobna usoda. Končno sta mesti postali del Papeške države, Urbino leta 1626, Pesaro pa leta 1631. Leta 1860 ju je zasedla Kraljevina Italija in ju združila v enotno provinco, kar je še danes. V teku stoletij se je Pesaro razvil v moderno, pretežno turistično mesto, medtem ko je Urbino ohranjalo srednjeveško tradicijo in razširjalo univerzitetne inštitute in ustanove. Kljub zelo slični zgodovini, sta danes mesti popolnoma različni, kar pa ne moti povezave v skupno pokrajinsko upravo. Kakor je pokrajinski grb razdeljen na dve polovici, tako si tudi administracijo pokrajine delita obe glavni mesti, Pesaro in Urbino.